# Verzugszinssatz
Der Verzugszinssatz (englisch default interest) ist in der Wirtschaft ein Zinssatz, der beim Zahlungsverzug vom Schuldner an den Gläubiger kraft Gesetz oder Vertrag zu entrichten ist.

## Allgemeines
Verzugszinsen gibt es nur bei fälligen Geldschulden. Ein Verzugszins soll den Schadensersatzanspruch ausgleichen, der wegen des eingetretenen Zahlungsverzugs dem Gläubiger entstanden ist. Der Lexikograf Heinrich August Pierer hielt bereits 1836 fest, dass der Verzugszins sowohl als Strafe für den säumigen Schuldner als auch als Entschädigung für den Gläubiger diene. Verzugszinsen setzen die Fälligkeit der Geldschulden und eine nach dem Eintritt der Fälligkeit erfolgende Mahnung voraus (§ 286 Abs. 1 BGB). Einer Mahnung bedarf es nach § 286 Abs. 2 BGB insbesondere nicht, wenn eine kalendermäßig bestimmte Zahlungspflicht (Zahlungsfrist, Termin) besteht oder wenn ein vereinbartes Ereignis die Zahlungspflicht begründet („Zahlung bei Lieferung der Ware“). Verzugszinsen werden zusätzlich zum regulären Zins erhoben.
Dabei ist zu unterscheiden zwischen dem für Verbraucher geltenden BGB („Verzugszinsen“) und dem HGB („Fälligkeitszinsen“), das bei Kaufleuten mit Forderungen aus beiderseitigen Handelsgeschäften gilt. Verzugszinsen sind verbraucherfreundlich nur dann zu entrichten, wenn eine Zahlungsverzögerung (also die Nichtleistung trotz Fälligkeit) sowohl auf die Missachtung der objektiven Verzugsmerkmale (Mahnung, Klageerhebung, Zustellung des Mahnbescheids, kalendermäßige Zahlungsfrist, Kündigung) als auch auf das Verschulden des Schuldners zurückzuführen ist.

## Geschichte
Bereits das babylonische Zinsrecht kannte reguläre Zinsen, Verzugszinsen, Zinsschranken und Zinsverbote. Im Römischen Reich erlaubte Justinian I. einen Verzugszins (lateinisch usurae ex morae) von 6 %, das römische Recht stufte ihn jedoch als Nebenrecht ein. Das gilt auch heute noch nach § 367 Abs. 1 BGB, wonach die Hauptleistungspflicht das Kapital darstellt. Dem römischen Richter oblag es, dem Schuldner bei schuldhaftem Leistungsverzug (lateinisch mora solvendi) ein Strafgeld (lateinisch poena) in Form des Verzugszinses (lateinisch usura ex mora) aufzuerlegen. Denn sie waren nicht selbständig einklagbar, der Richter musste sie Hermogenian zufolge von Amts wegen (lateinisch officio judis) zusprechen.
Mittelalterliche Kölner Urkunden jüdischer Geldverleiher aus den Jahren 1250, 1270 und 1272 lassen auf die Berechnung von Verzugszinsen schließen, da am Verfalltage nicht Zahlung geleistet wurde. In Berlin verbot der Rat im Jahre 1367 den Verkauf von Darlehensforderungen, die die Aussicht auf Verzugszinsen („Schaden“) eröffneten. Die Glurnser Juden verlangten 1393 einen Verzugszins von 86 2/3 %. Seit 1600 gab es durch den Reichsdeputationsabschied von Speyer einen gesetzlich begrenzten Verzugszins von 4 % bzw. 5 %.
Das Allgemeine Preußische Landrecht (prALR) vom Juni 1794 kannte Verzugszinsen (I 11, § 833 f. prALR) und eröffnete dem Gläubiger den Nachweis eines höheren Schadens. In I 12, § 331 prALR war geregelt: „fällt dem Erben in Bezahlung des Vermächtnisses eine schuldbare Zögerung zur Last, so treffen auch ihn die gesetzmäßigen Verzugszinsen“.
Das ADHGB vom Mai 1861 legte in Art. 287 ADHGB die Verzugszinsen auf 6 % fest.
Von 1900 bis 2001 betrugen die Verzugszinsen bei beiderseitigem Handelsgeschäft 5 % (§ 352 HGB a. F.), ansonsten 4 % (§ 288 BGB a. F.).

## EU-Richtlinie
Zur Verbesserung der Zahlungsmoral erließ die Europäische Union im Juni 2000 mit der EU-Richtlinie 2000/35/EG eine Regelung über den Zahlungsverzug, die durch die Richtlinie 2011/7/EU vom Februar 2011 ersetzt wurde. Danach ist Zahlungsverzug „eine Zahlung, die nicht innerhalb der vertraglich oder gesetzlich vorgesehenen Zahlungsfrist erfolgt ist“ (Art. 2 Nr. 4). Verzugszinsen sind der gesetzliche Zins bei Zahlungsverzug oder der zwischen Unternehmen vereinbarte Zins (Art. 2 Nr. 5).

## Deutschland
Zentrale deutsche Rechtsnorm für Verzugszinsen ist § 288 BGB, wonach eine Geldschuld ab Beginn des Schuldnerverzugs zu verzinsen ist. Der Schuldnerverzug beginnt insbesondere mit Fälligkeit oder mit der Mahnung (§ 286 BGB). Die Geltendmachung eines weiteren Schadens ist nicht ausgeschlossen. Eine vertraglicher Ausschluss von gesetzlichen Verzugszinsen ist nichtig (§ 288 Abs. 6 BGB). Die Berechnung von Verzugszinsen auf Zinsen ist gemäß § 289 BGB verboten. Für die Verpflichtung zur Entrichtung von Verzugszinsen schreibt § 367 BGB vor, dass diese vorrangig vor der Hauptschuld gezahlt werden müssen. Der Gläubiger kann durch individuelle Vereinbarung auch einen höheren Verzugszinssatz verlangen (§ 288 Abs. 3 BGB). Bei einer entsprechenden Vereinbarung in AGB führt ein vereinbarter Verzugszinssatz, der nach dem gewöhnlichen Verlauf der Dinge den zu erwartenden Schaden übersteigt, allerdings zu einer unwirksamen Vereinbarung. Darüber hinaus muss in den AGB dem Schuldner ausdrücklich die Möglichkeit der Nachweisführung über einen geringeren Schaden eingeräumt werden (§ 309 Nr. 5 BGB).
Das Gesetz unterscheidet bei der Höhe des Verzugszinses zwischen Verbrauchern und Unternehmen. Als Bezugswert dient der nach § 247 BGB ermittelte Basiszinssatz:
{\displaystyle {\text{Verzugszinssatz}}={\text{Basiszinssatz}}+{\text{Verzugszinsspanne}}}
Die Höhe der Verzugszinsspanne richtet sich danach, ob jemand Verbraucher oder Unternehmen ist.

### Verbraucher
Ist mindestens ein Verbraucher der Geldschuldner (Consumer-to-Consumer, Consumer-to-Business und Consumer-to-Administration), so muss eine Geldschuld nach § 288 Abs. 1 BGB während des Verzugs mit einem Satz von 5 Prozentpunkten über dem Basiszinssatz verzinst werden.

### Unternehmen
Alle übrigen Rechtsgeschäfte ohne Verbraucherbeteiligung (Business-to-Business, Business-to-Administration und Administration-to-Administration) sind sogar mit 9 Prozentpunkten über dem Basiszinssatz zu verzinsen (§ 288 Abs. 2 BGB). Nach Art. 3 RL 2011/7/EU darf im Geschäftsverkehr zwischen Unternehmen (Art. 3 RL 2011/7/EU) oder zwischen Unternehmen und öffentlichen Stellen (Art. 4 RL 2011/7/EU) der Gläubiger auch ohne vorherige Mahnung Verzugszinsen berechnen, wenn er seine Vertragspflichten erfüllt und die fällige Zahlung nicht erhalten hat, es sei denn, der Schuldner hat seinen Zahlungsverzug nicht zu vertreten. Nach § 353 Satz 1 HGB sind Kaufleute untereinander berechtigt, für ihre Forderungen aus beiderseitigen Handelsgeschäften vom Tag der Fälligkeit an Verzugszinsen zu verlangen.

### Immobiliar-Verbraucherdarlehensverträge
Für Immobiliar-Verbraucherdarlehensverträge gilt der Basiszinssatz zzgl. 2,5 Prozentpunkte p. a. (§ 497 Abs. 4 Satz 1 BGB).

### Beginn und Ende der Berechnung
Für den Tag, an dem der Schuldner die verzugsbegründende Mahnung erhält (§ 286 Abs. 1 BGB), sind keine Verzugszinsen zu zahlen (§ 187 Abs. 1 BGB). Gleiches gilt für die Ausnahmeregelungen der Selbstmahnung (§ 286 Abs. 2 Nr. 3 BGB) und des sofortigen Verzuges (§ 286 Abs. 2 Nr. 4 BGB). Nur für die Ausnahmeregelungen, dass ein Leistungszeitpunkt entweder kalendermäßig bestimmbar ist oder aufgrund eines vorhergehenden Ereignisses sich am Kalender berechnen lässt, sind ab dem ersten Verzugstag Zinsen zu zahlen (§ 187 Abs. 2 Satz 1 BGB). Gleiches gilt, wenn der Verzug ohne Mahnung eintritt (§ 286 Abs. 3 BGB).
Mit dem Ablauf des Tages, an dem der Schuldner vollständig zahlt, endet die Zinspflicht.

## Andere Länder
In Österreich liegt der Verzugszinssatz gemäß § 1333 ABGB in Verbindung mit § 1000 ABGB bei 4 %, wobei auch Zinseszinsen möglich sind. Hat der Gläubiger die Zinsen ohne gerichtliche Einmahnung bis auf den Betrag der Hauptschuld steigen lassen, so erlischt das Recht, vom Kapital weitere Zinsen zu fordern (§ 1335 ABGB). Bei Geschäften ohne Beteiligung eines Verbrauchers beträgt der Verzugszinssatz 9,2 %-Punkte über dem Basiszinssatz (§ 456 UGB)
In Liechtenstein liegt der Verzugszinssatz gemäß § 1333 in Verbindung mit § 1000 ABGB (Liechtenstein) bei 5 %, bei beiderseitigem Handelsgeschäft aber nach Artikel 336b ADHGB (Liechtenstein) 8 %-Punkte über dem Bezugszinssatz.
In der Schweiz hat der Schuldner erst mit Zustellung des Zahlungsbefehls oder der Klageeinleitung Verzugszinsen zu zahlen (Art. 105 Abs. 1 OR). Der Verzugszins beträgt laut Art. 104 Abs. 1 OR fünf % des Forderungsbetrags pro Jahr. Nach Art. 105 Abs. 3 OR dürfen von Verzugszinsen keine weiteren Verzugszinsen berechnet werden. Art. 314 Abs. 3 OR verbietet bis auf Sparkassen und den Kontokorrent den Zinseszins.
In Frankreich ist nach Art. 1153 Code civil der Verzugszins (französisch intérêts moratoires) eine abschließende Sanktion der Säumnis mit einer Geldschuld.
In Italien liegt gemäß Art. 1284 Abs. 1 Codice civile der Verzugszins bei 3,5 %.
In Griechenland gewährt Art. 345 Satz 1 Zivilgesetzbuch dem Geldschuldgläubiger im Falle des Schuldnerverzugs einen Anspruch auf „die durch Gesetz oder Rechtsgeschäft bestimmten Verzugszinsen“ (griechisch τόκος υπερημερίας; tókos yperemerias; „Verspätungszinsen“), ohne dass damit die Verpflichtung einhergeht, einen Schaden nachzuweisen.
Das Common Law kennt seit 1893 keinen gesetzlichen Anspruch auf Verzugszinsen, sie sind vielmehr vertraglich (englisch contractual interest) zu vereinbaren.